# Izieu
Izieu [izjø] ist eine französische Gemeinde mit 223 Einwohnern (Stand 1. Januar 2022) im Département Ain in der Region Auvergne-Rhône-Alpes. Sie gehört zum Arrondissement Belley und zum Kanton Belley.

## Geographie
Die Gemeinde Izieu liegt im südlichen Bugey, 14 Kilometer südsüdwestlich von Belley. Sie grenzt im Norden an Prémeyzel, im Osten an Peyrieu und Murs-et-Gélignieux und im Süden und im Westen an Brégnier-Cordon. Im Süden bildet die Rhône die Gemeindegrenze. Der Dorfkern ist drei Kilometer vom Fluss entfernt. Weine aus der Gemeinde Izieu dürfen die Herkunftsbezeichnung Vin du Bugey führen.

## Geschichte
La Maison d’Izieu lautet die Bezeichnung für ein Waisenhaus, das 44 jüdische Waisen und Halbwaisen beherbergte. Diese wurden am 6. April 1944 auf Befehl von Klaus Barbie verschleppt und über das Sammellager Drancy in das Vernichtungslager Auschwitz-Birkenau deportiert; nur ein Kind, das sich durch Flucht entziehen konnte, überlebte. Auf eine Initiative von Beate Klarsfeld wurde in Izieu in den späten 1980er Jahren eine Gedenkstätte errichtet.

### Bevölkerungsentwicklung
| Jahr                       | 1962 | 1968 | 1975 | 1982 | 1990 | 1999 | 2009 | 2021 |
| Einwohner                  | 113  | 103  | 141  | 136  | 161  | 178  | 202  | 222  |
| Quellen: Cassini und INSEE |      |      |      |      |      |      |      |      |

## Sehenswürdigkeiten

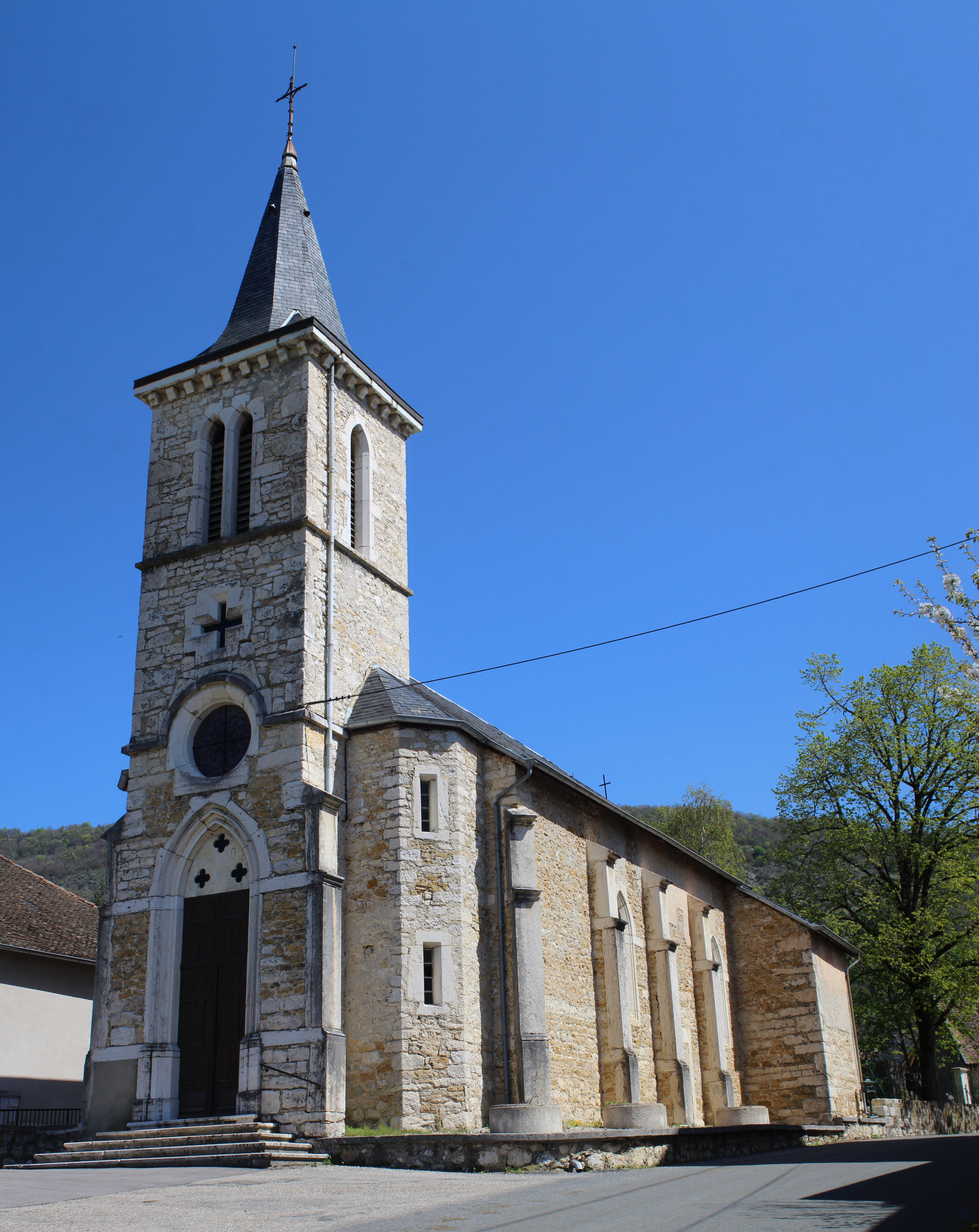
Kirche Saint-Maurice
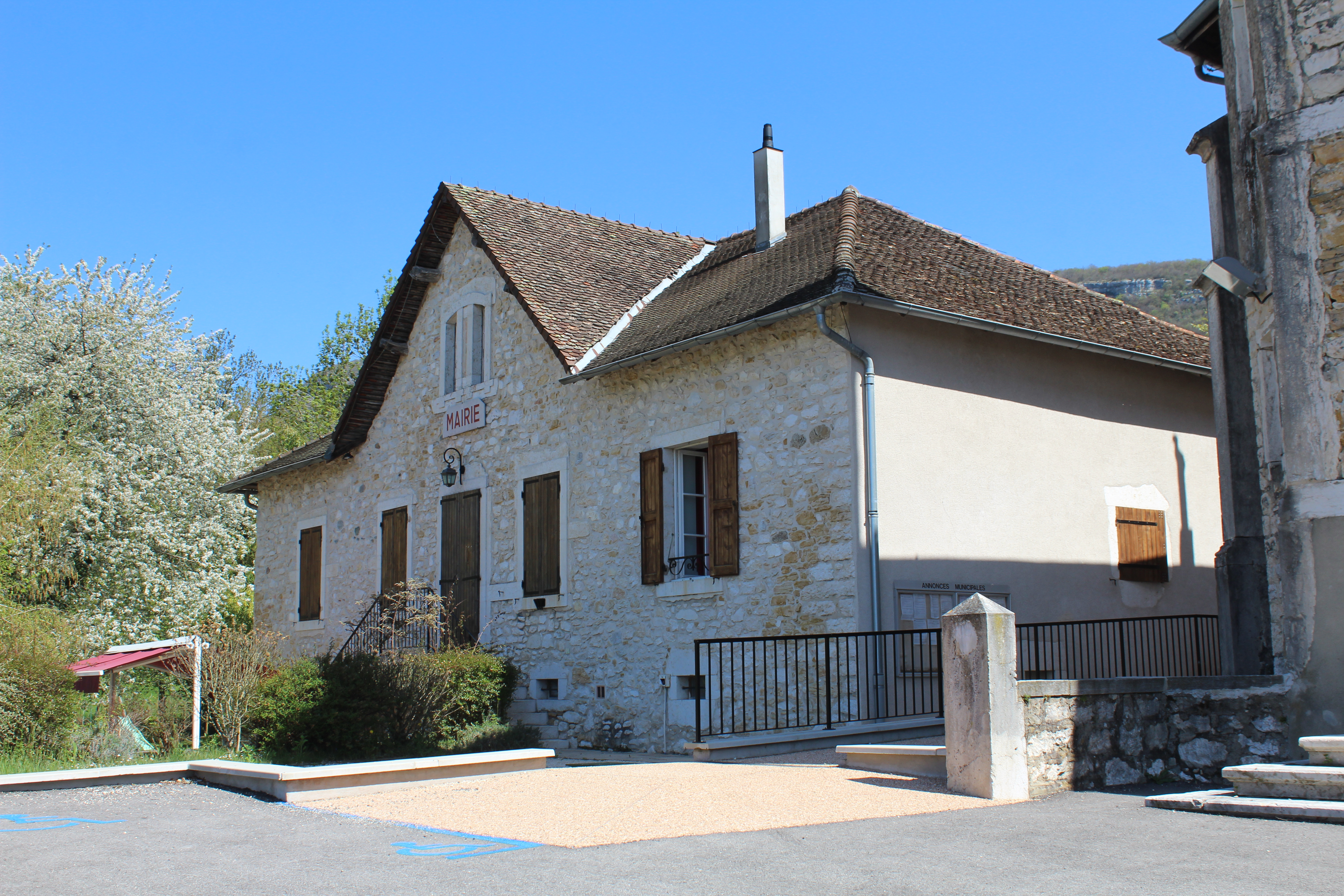
Mairie (Rathaus)
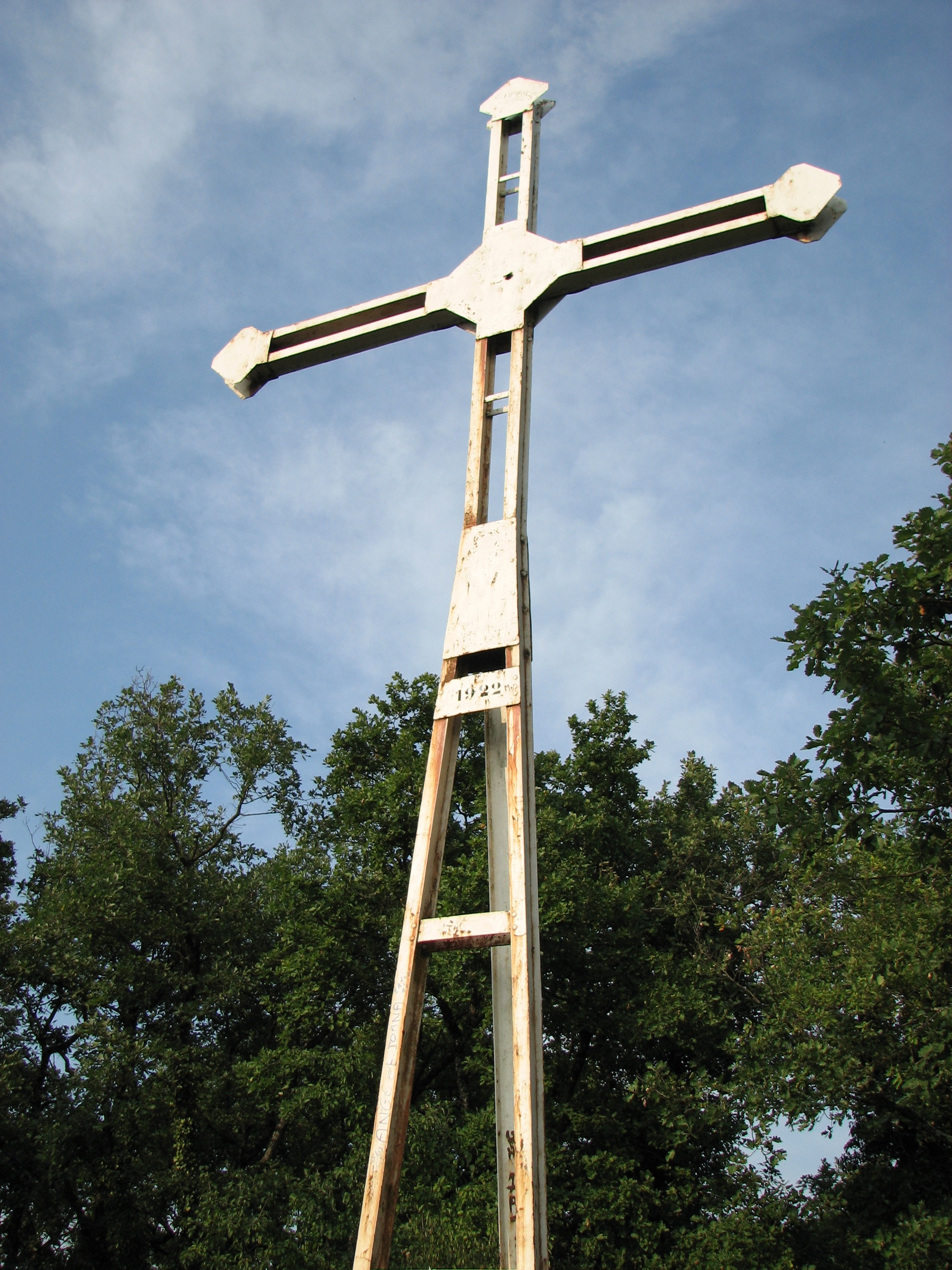
Monumentalkreuz
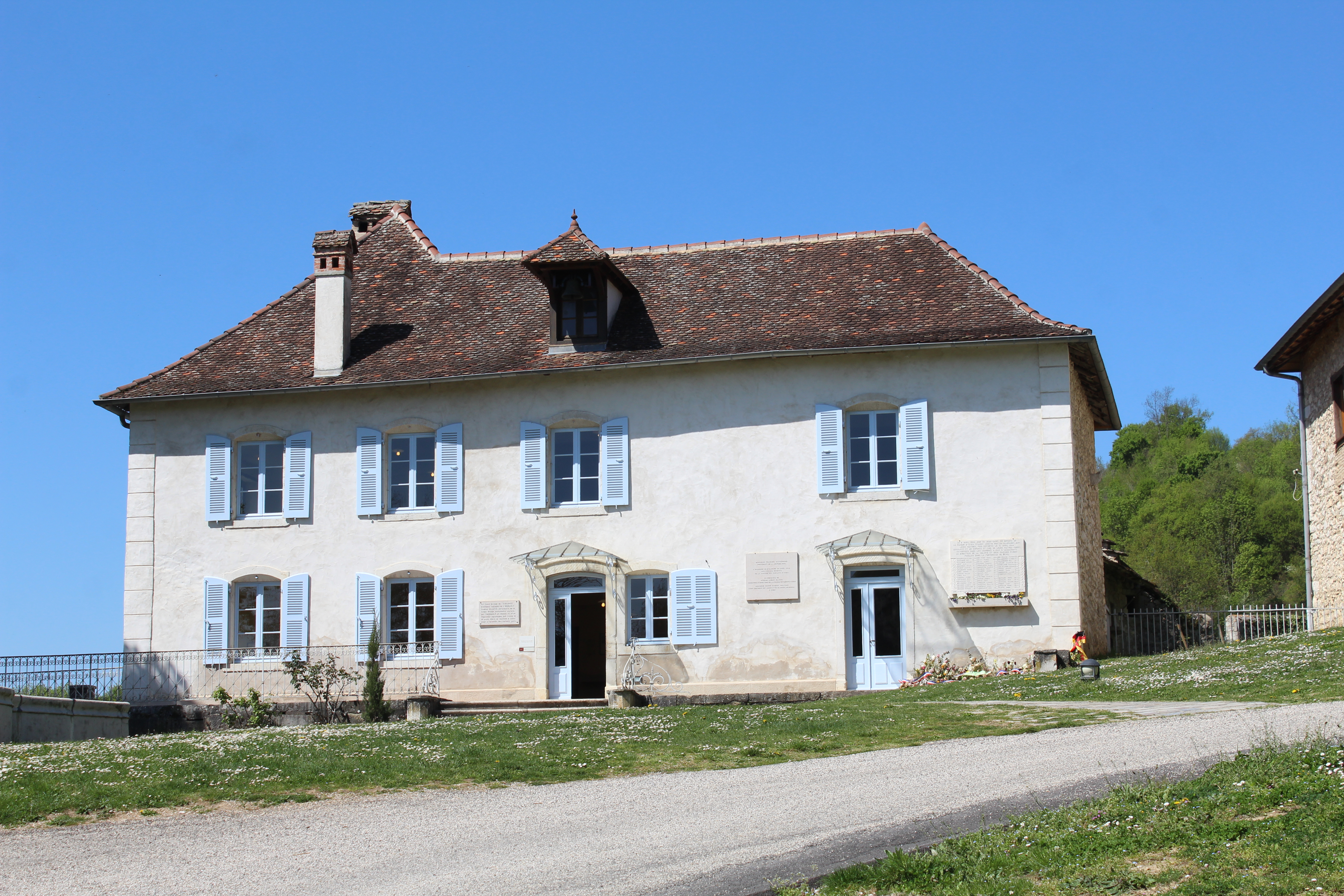
Ehemaliges Waisenhaus der Kinder von Izieu
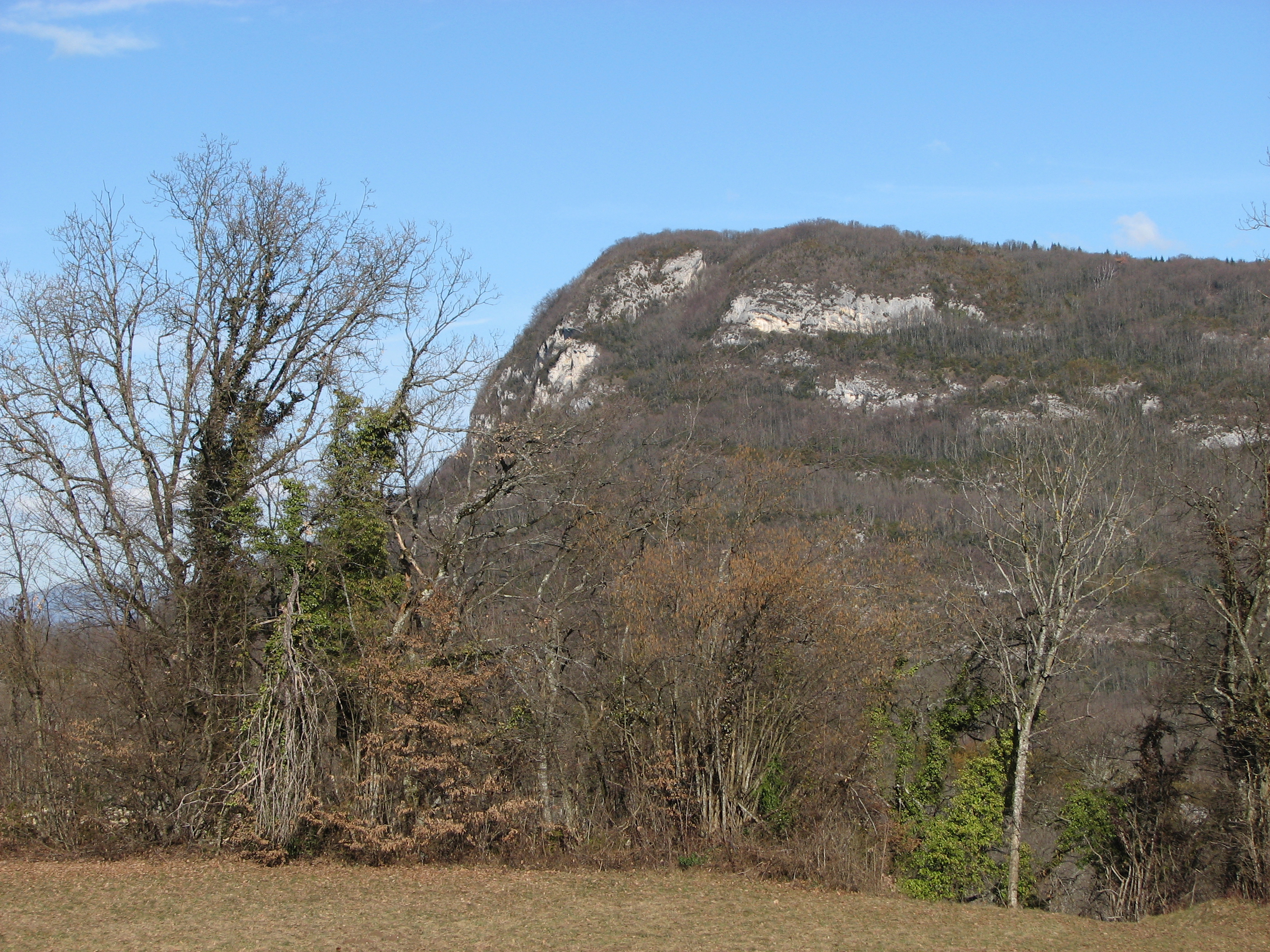
Gipfel des Grand Thur
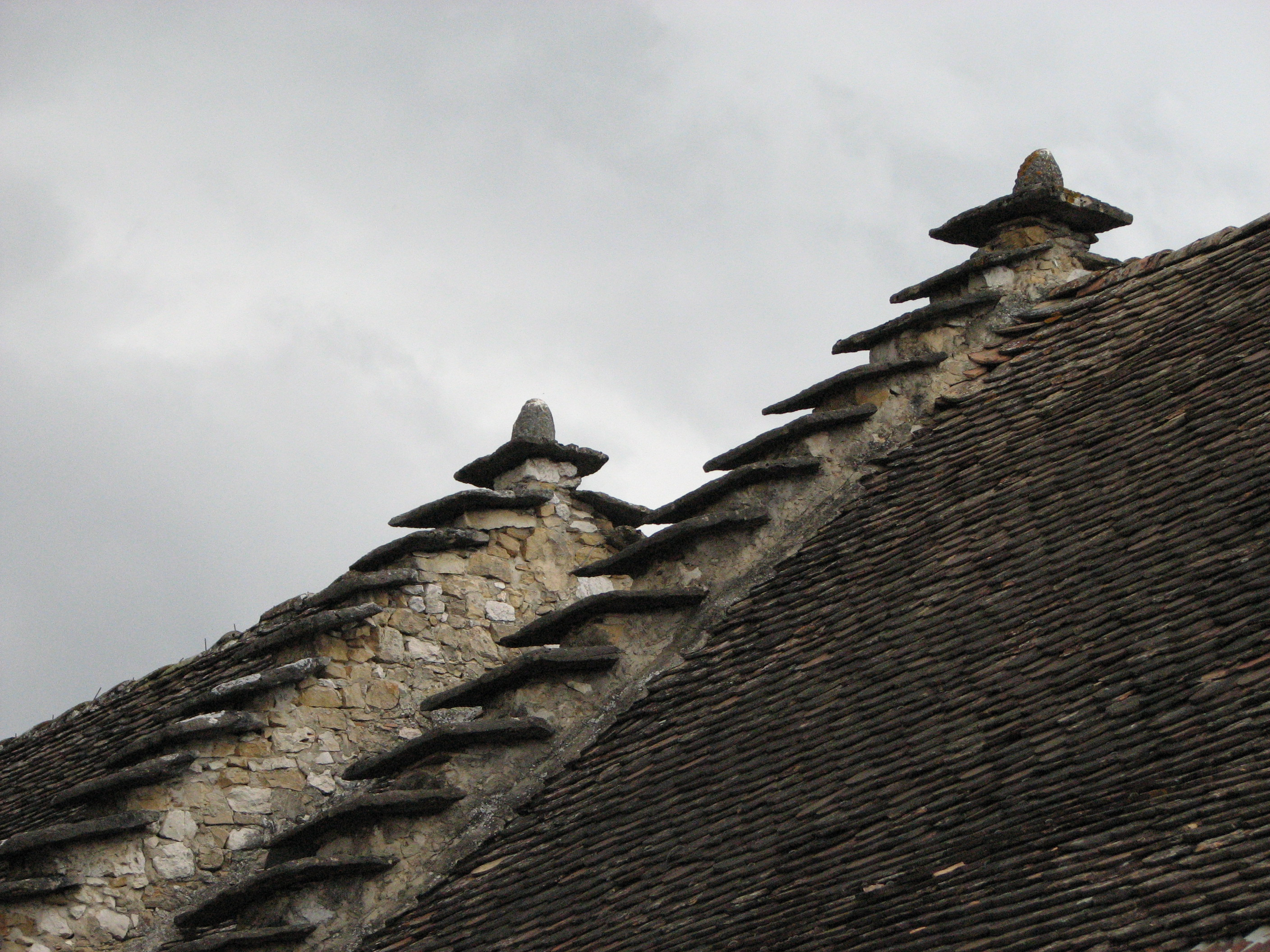
Hausdächer in mittelalterlichem Baustil
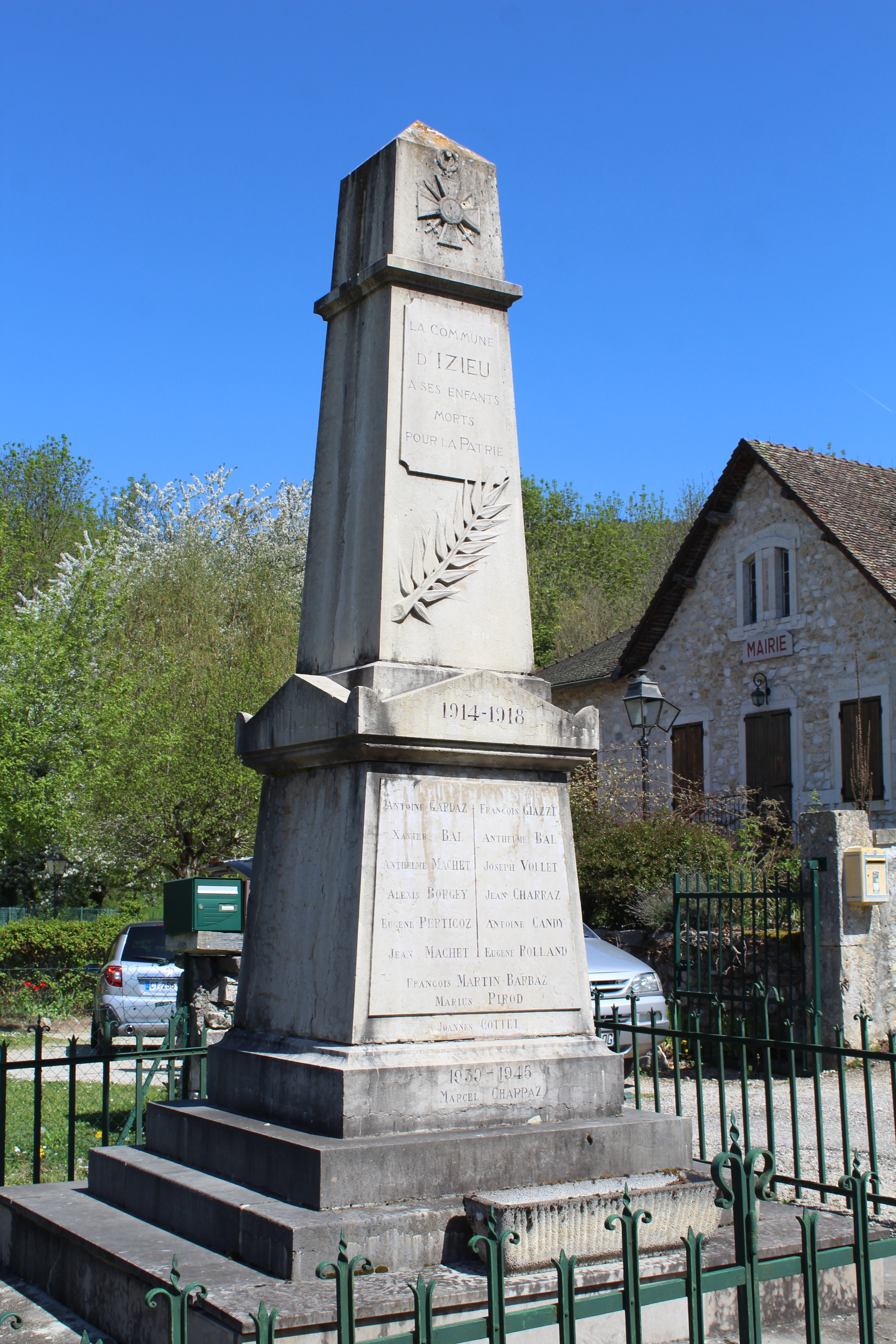
Gefallenendenkmal

- Kirche Saint-Maurice
- Mairie (Rathaus)
- Monumentalkreuz
- Ehemaliges Waisenhaus der Kinder von Izieu
- Gipfel des Grand Thur
- Hausdächer in mittelalterlichem Baustil
- Gefallenendenkmal